# Velika nagrada Penya Rhina 1948
Velika nagrada Penya Rhina 1948 je bila štirinajsta in zadnja dirka za Veliko nagrado v Sezoni Velikih nagrad 1948. Odvijala se je 31. oktobra 1948 na dirkališču Circuito de Pedralbes. 

## Rezultati

### Dirka
| Poz | Dirkač                         | Moštvo                  | Dirkalnik        | Krogi | Čas/Odstop |
| --- | ------------------------------ | ----------------------- | ---------------- | ----- | ---------- |
| 1   | Luigi Villoresi                | Scuderia Ambrosiana     | Maserati 4CLT    | 70    | 2:10:12.0  |
| 2   | Reg Parnell                    | Reg Parnell Racing Team | Maserati 4CLT    | 70    | + 28.0     |
| 3   | Louis Chiron                   | Ecurie France           | Talbot-Lago T26C | 70    | + 3:14.0   |
| 4   | Louis Rosier                   | Ecurie Tricolore        | Talbot-Lago T26C | 66    | +4 krogi   |
| 5   | Cuth Harrison                  | ERA Ltd.                | ERA B            | 63    | +7 krogov  |
| 6   | Fred Ashmore                   | Privatnik               | Maserati 4CL     | 59    | +11 krogov |
| 7   | Cesar Apezteguía               | Privatnik               | Talbot-Lago T26C | 59    | +11 krogov |
| 8   | Yves Giraud-Cabantous          | Ecurie France           | Talbot-Lago T26C | 59    | +11 krogov |
| 9   | Bob Gerard                     | Privatnik               | ERA B            | 56    | +14 krogov |
| 10  | Gino Cornaccia Claude Bernheim | Privatnik               | Maserati 4CL     | 55    | +15 krogov |